# Yeia acanthopyga
Yeia acanthopyga är en insektsart som beskrevs av Irena Dworakowska 1995. Yeia acanthopyga ingår i släktet Yeia och familjen dvärgstritar.
Artens utbredningsområde är Brunei. Inga underarter finns listade i Catalogue of Life.